# Segunda-feira de corte de turfa

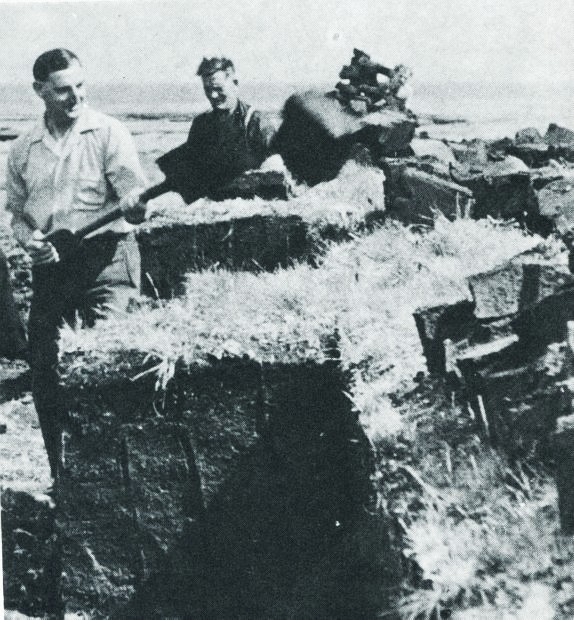
O feriado em 1950

O Dia do Corte da Turfa é um feriado público nas Ilhas Malvinas que é comemorado na primeira segunda-feira de outubro de cada ano.

## Contexto
Tradicionalmente, o Dia do Corte de Turfa era a época do ano em que os habitantes das Ilhas Malvinas saíam para cortar cubos de turfa da superfície do solo, que era então usada como combustível primário para aquecer casas e cozinhar alimentos nas ilhas. Em 2002, o Conselho Executivo das Ilhas Malvinas tornou-o feriado público oficial a ser celebrado na primeira segunda-feira de outubro de cada ano, substituindo o Dia das Malvinas, que era celebrado em agosto.
Pouco corte de turfa ocorre nos tempos modernos, com os habitantes da ilha usando o dia para pescar e acampar.